# Hyalinoecia fauveli
Hyalinoecia fauveli är en ringmaskart som beskrevs av Rioja 1918. I den svenska databasen Dyntaxa används istället namnet Aponuphis fauveli. Enligt Catalogue of Life ingår Hyalinoecia fauveli i släktet Hyalinoecia och familjen Onuphidae, men enligt Dyntaxa är tillhörigheten istället släktet Aponuphis och familjen Onuphidae. Arten har ej påträffats i Sverige. Utöver nominatformen finns också underarten H. f. africana.